# インディアナ州立大学

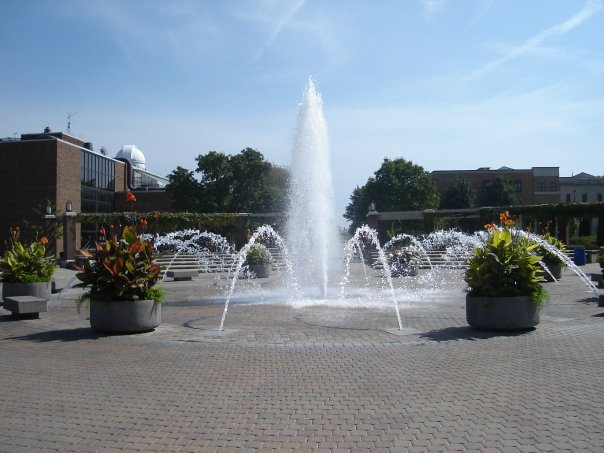
噴水

キャンパス風景①

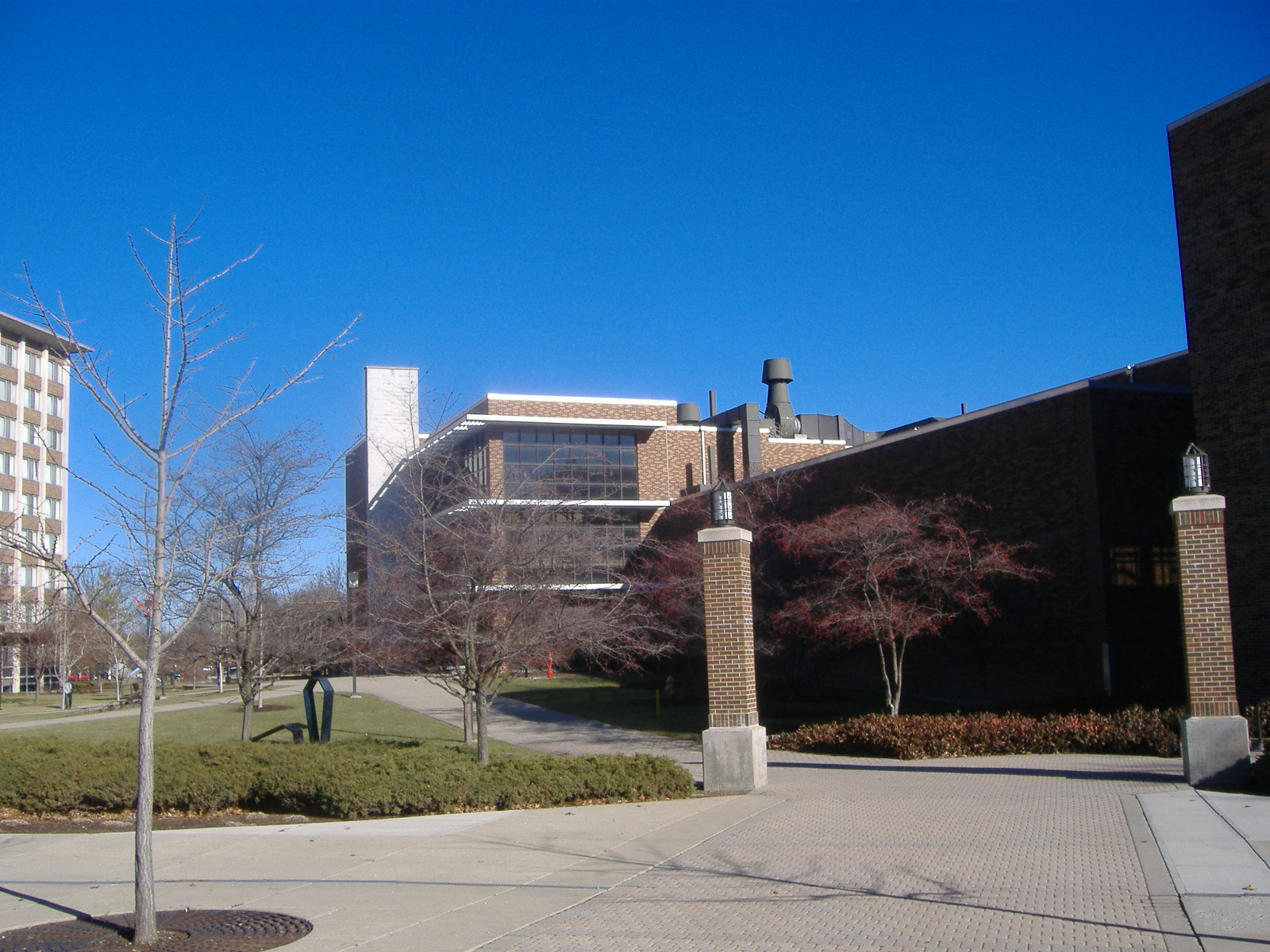
キャンパス風景②

インディアナ州立大学（Indiana State University）は、アメリカ合衆国インディアナ州テレホートにある州立大学である。通称として、ISUと呼ばれている。インディアナ大学システム（Indiana University system）には属さない。

## 歴史
1865年12月20日にインディアナ州立ノーマルスクールとしてアメリカ合衆国インディアナ州テレホートに創立した。ノーマルスクールとは「師範学校（＝教員養成学校）」という意味で、創立当初から、インディアナ州の中で、教員養成の学校として機能していた。その後、1908年には、大学の学部機能を追加し、続いて、1928年には大学院の修士号、翌年の1929年には博士号が取得出来る大学として進化を遂げ、名称もインディアナ州立教育大学と改称した。1961年には、学術分野の追加に伴い、インディアナ州立大学（College）と改称し、1965年には、更なる学術分野の追加に伴い、インディアナ州立大学（University）と再度改称した。

## 学部 [Colleges]
看護・保健・人間科学部（College of Health and Human Services）
教育学部（Bayh College of Education）
教養学部（College of Arts and Sciences）
経営学部（Donald W. Scott College of Business）
工学部（College of Technology）

## 取得可能な学位

### 学士号
Bachelor of Arts（B.A.: 文学士）
Bachelor of Science（B.S.: 理学士）
Bachelor of Applied Science（B.A.S.: 応用科学士）
Bachelor of Fine Arts (B.F.A.: 美術学士)
Bachelor of Music（B.M.: 音楽学士）
Bachelor of Music Education (B.M.E.: 音楽教育学士)
Bachelor of Science (Engineer) (B.S.E.: 工学士)
Bachelor of Science (Nursing) (B.S.N.: 看護学士)
Bachelor of Science (Public Heath) (B.P.H.: 公衆衛生学士)
Bachelor of Science (Social Work) (B.S.W.: 社会福祉学士)

### 修士号
Master of Arts（B.A.: 文学修士）
Master of Science（B.S.: 理学修士）
Master of Science (Nurcing) (M.S.N.: 看護学修士)
Master of Business Administration（M.B.A.: ビジネス・アドミニストレーション学修士）
Master of Education（M.Ed.: 教育学修士）
Master of Fine Arts (M.F.A.: 美術学修士)
Master of Music（M.M.: 音楽学修士）
Master of Public Administration（M.P.A: 行政学修士）
Master of Science (Public Heath) (M.P.H.: 公衆衛生学修士)
Master of Science (Social Work) (M.S.W.: 社会福祉学修士)

### 博士号
Doctor of Athletic Training (D.A.T.: アスレチック・トレーニング学博士)
Doctor of Health Science（D.H.Sc.:　健康総合科学博士）
Doctor of Nursing Practice（D.N.P.: 看護学博士）
Doctor of Philosophy（Ph.D: 学術博士）
Doctor of Psychology（Psy.D.: 心理学博士）
- 注釈

米国で取得出来る学位に関して。例えば、音楽学修士（M.M.）や教育学修士（M.Ed）、美術学士（B.F.A.）などのように特化した分野を除き、通常は"Bachelor/Mater of Arts (M.A.)"とか"Bachelor/Mater of Science (M.S.)"となる。但し、これは字面通りの「芸術学士/修士」とか「理学士/修士」という意味ではなく「どのレベルの学士/修士号か」と解釈されるのが普通。例えば、「卒業論文がなく修士号を取る場合に、M.A.を授与することはかなり稀」という現象はあっても「M.S.であったらかといって卒業論文がない容易な学位とも限らない」上に、「文系の学位なのにM.S.になる」、また「数学の修士号なのにM.A.」という不思議な現象が起こる。

## 専攻分野
※（　　）内は取得学位

### 学部専攻 [学士課程]
IT (B.S.) / 
IT（サイバー犯罪学とセキュリティ研究）(B.S.)  / 
アフリカ及びアフリカ系アメリカ学 (B.A.) / 
安全工学 (B.S) / 
スポーツマネージメント学 (B.S.) / 
演劇学 (B.A.) / 
応用医学 (B.S.) / 
英文学 (B.A.) / 
英語教育学 (B.A.)/ 
栄養学 (B.S.) / 
音楽（作曲）(B.M.) / 
音楽（演奏）(B.M.) / 
音楽産業学 (B.S.) / 
音楽教育学 (B.M.E.) / 
音楽教養学 (B.A.) / 
会計学 (B.S.) / 	
化学 (B.A., B.S.) / 
科学教育学 (B.S) / 
環境地球科学 (B.A.) / 
看護学 (B.S.N.) / 
機械工学 (B.S.) / 
教養学 (B.A., B.S.) / 
経営管理情報システム学 (B.S.) / 
経済学 (B.S.) / 	
建築工学 (B.S.) / 
建築マネージメント学 (B.S.) / 
言語学 (B.A.) / 
言語教育学 (B.A.) / 
工学 (B.S.E., B.S., B.A.S.) / 
工学マネージメント学 (B.S.)	/ 
航空工学 (B.S.) / 	
航空（パイロット養成コース）(B.S.) / 	
公衆衛生学 (B.P.H) / 
コミュニケーション学 (B.A., B.S.) / 
コミュニケーション障害学 (B.S.) / 
コンピューター・サイエンス学　(B.S.) / 
財務学 (B.S.) / 
財務サービス学 (B.S.) / 
サプライ・チェーン学 (B.S.) / 
産業工学（梱包技術）(B.S.) / 
史学 (B.A.) / 
社会学 (B.S., B.S.W.) / 
初等教育学 (B.A., B.S.) / 
人材開発と家族学 (B.S.) / 
心理学 (B.S.) / 
人事学 (B.S.) / 
人類学 (B.S.) / 
数学 (B.A, B.S.) / 
数学教育学 (B.S.) / 
自動車制御エンジニアリング工学 (B.S.) / 
自動車工学 (B.S.) / 
政治学 (B.A.) / 
製造工学 (B.S.) / 
成人教育学・キャリア教育学 (B.S.) / 
生物学 (B.S.) / 
生物学（医学・生物試験特化）(B.S.) / 
体育学 (B.S.) / 
体育教育学 (B.A., B.S.) / 
多角的訓練学 (B.A., B.S.) / 
中等教育（数学）(B.S.) / 	
地理学 (B.A, B.S.) / 
知能分析学 (B.S.) / 
哲学 (B.A.) / 
電子工学 (B.S.) / 	
特別支援教育学 (B.S.) / 
土木工学 (B.S.) / 	
犯罪学 (B.S.) / 
ビジネス・アドミニストレーション (B.S.) / 
ビジネス教育学 (B.S.) / 
美学 (B.S., B.F.A.) / 
美術（グラフィックデザイン）(B.A.) / 
美術（テキスタイル、アパレル商品学）(B.S.) / 
美術（インテリア・建築デザイン学） (B.F.A.) / 	
美術史 (B.A.) / 
物理学 (B.A., B.S.) / 
法学 (B.S.) / 
保健福祉学 (B.A.S.) / 
保険学・リスクマネージメント学 (B.S.) / 	
マーケティング学 (B.S.) / 
マネージメント学 (B.S.) / 
無人システム学 (B.S.) / 
レクリエーション学 (B.S)

### プレ・コース [大学院・特科コースへの進学のための学士課程]
歯学 / 
法学 / 
医学 / 
作業療法学 / 
検眼 / 
薬学 / 
理学療法学 / 
フィジシャン・アシスタント（en:Physician assistant: 医師の指導の下に医療行為を行うことができるアメリカの医療職） 
獣医学
- 注釈

米国における「大学院・特科コースへの進学のための学士課程」とは、必ずしも、同一の学校での大学院に進学するためのものだけではなく、他校の特科大学院にも入学出来るために、前段階で取得しておかなければならない必須科目を提供する学士課程のことを言う。そのため、同一の学校施設の大学院にない専攻の学術分野でも、前課程として提供している。

### 大学院専攻 [修士課程 / 前期博士課程]
遺伝子カウンセリング (M.S.) / 医療言語聴覚 (M.S.) / 運動マネージメント学 (M.S.) / 英文学 (M.A.) / 音楽 (M.M.) / 看護学 (M.S.N.) / 看護学（手術時の外科医サポート特化）(M.S.) / 技術管理学 (M.S.) / 教育学 (M.Ed.) / 教育カウンセリング学 (M.Ed.) / 教育技術 (M.S.) / 教育管理学 (M.Ed.) / 行政学 (M.P.A.) / 言語学 (M.A.) / 公衆衛生学 (M.P.H.) / コミュニケーション学 (M.A.) / コンピューター・サイエンス (M.S.) / 作業療法学 (M.S.) / 史学 (M.A.) / 社会福祉事業学 ( M.S.W.) / 職業安全工学 (M.A., M.S.) / 心理学 (M.A., M.S.) / 人事学 (M.S.) / 数学 (M.S., M.S.) / 生物学 (M.S.) / 成人教育学・キャリア教育学 (M.S.) / 体育学（運動科学）(M.A., M.S.) / 体育学（コーチング）(M.A., M.S.) / 多角的訓練学 (M.S.) / 地球科学 (M.S.) / 地理学 (M.A.) / 特別支援教育学 (M.S.) / TESL (M.A.) / 美術 (M.A., M.F.A.) / ビジネス・アドミニストレーション (M.B.A.) / 臨床カウンセリング学 (M.S.) / 犯罪学　(M.A., M.S) / 電子コンピューターテクノロジー (M.S.) /

### 大学院専攻 [修士課程 / 卒業論文なし]
栄養学 (M.S.) / 数学 (M.S.) / 生物学 (M.S.) / 地球科学 (M.S.) /

### 大学院専攻 [後期博士課程]
アスレチック・トレーニング (D.A.T.) / 看護学 (D.N.P.) / 教育学（カウンター教育学） (Ph.D.) / 教育学（学科教育学） (Ph.D.) / 教育学（教育管理学） (Ph.D.) / 健康総合科学 (D.H.Sc.) / 工学マネージメント学 (Ph.D.) / 生物学（環境生物学）(Ph.D.) / 生物学（微生物学）(Ph.D.) / 地球惑星科学 (Ph.D.) / 理学療法学 (D.P.T.) / 臨床心理学 (Psy.D.)

## 学生寮 / ファミリー向け寮
Blumberg Hall（ブルンバーグ・ホール）
Burford Hall（バーフォード・ホール）
Erickson Hall（エリクソン・ホール）
Hines Hall（ハインズ・ホール）
Jones Hall（ジョーンズ・ホール）
Mills Hall（ミルズ・ホール）
Pickerl Hall（ピッカール・ホール）
Reeve Hall（リーヴ・ホール）
Rhoads Hall（ローズ・ホール）
Sandison Hall（サンディソン・ホール）
University Apartments（ファミリー向け寮 / キャンパス外にあり、「ファミリー・ハウジング」と呼ばれている）

## 著名な出身者
エイミー・マッケイ  ― 小説家
管進吾  ― アスレティックトレーナー
クリント・バームス  ― 野球選手
ジャマル・カショギ   ― サウジアラビアのジャーナリスト、批評家、作家
トーンチ・イルキン  ― アメリカンフットボール選手
トミー・ジョン  ― 野球選手
ラリー・ジョー・バード  ― バスケットボール選手